# KDF1
KDF1 (англ. Keratinocyte differentiation factor 1) – білок, який кодується однойменним геном, розташованим у людей на 1-й хромосомі. Довжина поліпептидного ланцюга білка становить 398 амінокислот, а молекулярна маса — 43 642.
| 10         |  | 20         |  | 30         |  | 40         |  | 50         |
| ---------- |  | ---------- |  | ---------- |  | ---------- |  | ---------- |
| MPRPGHPRPA |  | SGPPRLGPWE |  | RPTELCLETY |  | DKPPQPPPSR |  | RTRRPDPKDP |
| GHHGPESITF |  | ISGSAEPALE |  | SPTCCLLWRP |  | WVWEWCRAAF |  | CFRRCRDCLQ |
| RCGACVRGCS |  | PCLSTEDSTE |  | GTAEANWAKE |  | HNGVPPSPDR |  | APPSRRDGQR |
| LKSTMGSSFS |  | YPDVKLKGIP |  | VYPYPRATSP |  | APDADSCCKE |  | PLADPPPMRH |
| SLPSTFASSP |  | RGSEEYYSFH |  | ESDLDLPEMG |  | SGSMSSREID |  | VLIFKKLTEL |
| FSVHQIDELA |  | KCTSDTVFLE |  | KTSKISDLIS |  | SITQDYHLDE |  | QDAEGRLVRG |
| IIRISTRKSR |  | ARPQTSEGRS |  | TRAAAPTAAA |  | PDSGHETMVG |  | SGLSQDELTV |
| QISQETTADA |  | IARKLRPYGA |  | PGYPASHDSS |  | FQGTDTDSSG |  | APLLQVYC   |

A: Аланін

C: Цистеїн

D: Аспарагінова кислота

E: Глутамінова кислота

F: Фенілаланін

G: Гліцин

H: Гістидин

I: Ізолейцин

K: Лізин

L: Лейцин

M: Метіонін

N: Аспарагін

P: Пролін

Q: Глутамін

R: Аргінін

S: Серин

T: Треонін

V: Валін

W: Триптофан

Кодований геном білок за функціями належить до білків розвитку, фосфопротеїнів. 
Задіяний у такому біологічному процесі, як диференціація клітин. 
Локалізований у цитоплазмі, клітинних контактах.